# Championnat d'Écosse de football de deuxième division 2016-2017
Navigation
Édition précédente Édition suivante
Le championnat d'Écosse de football de 2e division 2016-2017 (ou Scottish Championship), est la 111e édition du Championnat d'Écosse de football D2. Il s'agit de la 4e édition de ce championnat sous cette nouvelle formule depuis la réforme du football écossais de 2013.
Cette épreuve regroupe 10 équipes qui s'affrontent quatre fois chacune, soit un total de 36 journées. Le champion est directement promu en Scottish Premiership et les trois équipes classées de la 2e à la 4e place disputent les barrages de promotion/relégation avec le 11e de Premiership. À l'inverse, le dernier du classement est relégué en League One et l'avant-dernier dispute les barrages de promotion/relégation contre les équipes classées 2e, 3e et 4e de division inférieure.

## Clubs participants à l'édition 2016-2017
| \| Ayr United Dumbarton Dundee United DNF Falkirk Morton Hibernian Queen of the South Raith Rovers St Mirren \| Localisation des clubs engagés dans le championnat. |
| Ayr United Dumbarton Dundee United DNF Falkirk Morton Hibernian Queen of the South Raith Rovers St Mirren                                                           |

| Club                 | Classement 2015-2016          | Entraîneur     | Stade                      | Capacité théorique | Ville       |
| -------------------- | ----------------------------- | -------------- | -------------------------- | ------------------ | ----------- |
| Dundee United        | 12e Scottish Premiership (D1) | Ray McKinnon   | Tannadice Park             | 14 229             | Dundee      |
| Falkirk              | 2e                            | Peter Houston  | Falkirk Stadium            | 8 750              | Falkirk     |
| Hibernian            | 3e                            | Neil Lennon    | Easter Road                | 20 421             | Édimbourg   |
| Raith Rovers         | 4e                            | John Hughes    | Stark's Park               | 8 867              | Kirkcaldy   |
| Greenock Morton      | 5e                            | Jim Duffy      | Cappielow Park             | 11 589             | Greenock    |
| St. Mirren           | 6e                            | Jack Ross      | Paisley 2021 Stadium       | 8 023              | Paisley     |
| Queen of the South   | 7e                            | Gary Naysmith  | Palmerston Park            | 8 690              | Dumfries    |
| Dumbarton            | 8e                            | Stephen Aitken | Dumbarton Football Stadium | 2 020              | Dumbarton   |
| Dunfermline Athletic | 1er League One (D3)           | Allan Johnston | East End Park              | 11 480             | Dunfermline |
| Ayr United           | 2e League One (D3)            | Ian McCall     | Somerset Park              | 10 185             | Ayr         |

## Compétition

### Règlement
Le classement est établi sur le barème de points classique (victoire à 3 points, match nul à 1, défaite à 0). Les clubs à égalité en nombre de points sont départagés en fonction des critères suivants :
1. Plus grande différence de buts générale
2. Plus grand nombre de buts marqués
3. Confrontations directes entre les équipes : 
  1. points terrain ;
  2. différence de buts particulière ;
  3. nombre de buts inscrits
4. Dans le cas où l'égalité persiste et où une place de promotion/relégation est en jeu, les équipes se départagent lors d'un match d'appui sur terrain neutre ; sinon (place ne présentant aucun enjeu), elles sont déclarées ex aequo.

### Classement général
| Rang | Équipe                 | Pts | J  | G  | N  | P  | Bp | Bc | Diff |
| ---- | ---------------------- | --- | -- | -- | -- | -- | -- | -- | ---- |
| 1    | Hibernian              | 71  | 36 | 19 | 14 | 3  | 59 | 25 | +34  |
| 2    | Falkirk FC             | 60  | 36 | 16 | 12 | 8  | 58 | 40 | +18  |
| 3    | Dundee United R        | 57  | 36 | 15 | 12 | 9  | 50 | 42 | +8   |
| 4    | Greenock Morton        | 52  | 36 | 13 | 13 | 10 | 44 | 41 | +3   |
| 5    | Dunfermline Athletic P | 48  | 36 | 12 | 12 | 12 | 46 | 43 | +3   |
| 6    | Queen of the South     | 43  | 36 | 11 | 10 | 15 | 46 | 52 | -6   |
| 7    | St. Mirren             | 39  | 36 | 9  | 12 | 15 | 52 | 56 | -4   |
| 8    | Dumbarton FC           | 39  | 36 | 9  | 12 | 15 | 46 | 56 | -10  |
| 9    | Raith Rovers           | 39  | 36 | 10 | 9  | 17 | 35 | 52 | -17  |
| 10   | Ayr United P           | 33  | 36 | 7  | 12 | 17 | 33 | 62 | -29  |

Promotions
- Promotion en Scottish Premiership
- Qualification pour les barrages de promotion

Relégations
- Relégation en Scottish League One
- Barrages de relégation

Abréviations
- P : Promus de Scottish League One 2015-2016
- R : Relégué de Scottish Premiership 2015-2016

### Matchs
| Résultats (▼dom., ►ext.)                                   | AYR | DUM | DUN | DNF | FAL | GRE | HIB | QUE | RAI | STM |
| Ayr United                                                 |     | 4-4 | 0-1 | 0-0 | 0-1 | 2-1 | 0-3 | 1-0 | 0-2 | 1-1 |
| Dumbarton                                                  | 0-3 |     | 1-0 | 2-2 | 2-1 | 0-2 | 0-1 | 0-0 | 0-0 | 1-1 |
| Dundee United                                              | 3-0 | 2-1 |     | 1-0 | 1-0 | 2-1 | 1-0 | 1-1 | 2-2 | 2-1 |
| Dunfermline Athletic                                       | 1-1 | 4-3 | 1-3 |     | 1-1 | 2-1 | 1-3 | 0-1 | 0-0 | 4-3 |
| Falkirk                                                    | 2-0 | 1-0 | 3-1 | 2-1 |     | 1-1 | 1-2 | 2-2 | 2-4 | 3-1 |
| Greenock Morton                                            | 2-1 | 1-1 | 0-0 | 2-1 | 1-1 |     | 1-1 | 1-0 | 1-0 | 3-1 |
| Hibernian                                                  | 1-2 | 2-0 | 1-1 | 2-1 | 1-1 | 4-0 |     | 4-0 | 1-1 | 2-0 |
| Queen of the South                                         | 4-1 | 1-2 | 1-4 | 2-2 | 2-0 | 0-5 | 0-0 |     | 3-1 | 2-3 |
| Raith Rovers                                               | 1-1 | 3-2 | 0-0 | 2-0 | 0-2 | 0-1 | 0-0 | 1-0 |     | 3-1 |
| St Mirren                                                  | 1-1 | 0-1 | 0-2 | 0-1 | 1-1 | 1-1 | 0-2 | 1-3 | 1-0 |     |
| - Victoire à domicile - Match nul - Victoire à l'extérieur |     |     |     |     |     |     |     |     |     |     |

| Résultats (▼dom., ►ext.)                                   | AYR | DUM | DUN | DNF | FAL | GRE | HIB | QUE | RAI | STM |
| Ayr United                                                 |     | 2-1 | 0-0 | 0-2 | 1-4 | 1-4 | 0-4 | 0-2 | 1-0 | 0-2 |
| Dumbarton                                                  | 2-2 |     | 1-0 | 0-2 | 0-1 | 1-0 | 0-1 | 1-2 | 4-0 | 2-2 |
| Dundee United                                              | 2-1 | 2-2 |     | 1-0 | 1-1 | 1-1 | 0-1 | 3-3 | 3-0 | 3-2 |
| Dunfermline Athletic                                       | 0-1 | 5-1 | 1-1 |     | 1-2 | 3-1 | 1-1 | 1-1 | 1-0 | 1-1 |
| Falkirk                                                    | 1-1 | 2-2 | 3-0 | 2-0 |     | 0-1 | 1-2 | 2-2 | 1-0 | 2-2 |
| Greenock Morton                                            | 1-1 | 2-1 | 1-1 | 0-1 | 2-2 |     | 1-1 | 1-0 | 2-0 | 1-4 |
| Hibernian                                                  | 1-1 | 2-2 | 3-0 | 2-2 | 2-1 | 0-0 |     | 3-0 | 3-2 | 1-1 |
| Queen of the South                                         | 0-0 | 1-2 | 4-2 | 0-1 | 0-2 | 3-0 | 0-1 |     | 2-1 | 0-2 |
| Raith Rovers                                               | 2-1 | 1-3 | 2-1 | 0-2 | 1-4 | 2-0 | 1-1 | 1-1 |     | 2-0 |
| St Mirren                                                  | 6-2 | 1-1 | 3-2 | 0-0 | 1-2 | 1-1 | 2-0 | 0-3 | 5-0 |     |
| - Victoire à domicile - Match nul - Victoire à l'extérieur |     |     |     |     |     |     |     |     |     |     |

### Barrages de promotion/relégation en D1/D2
Les équipes classées deuxième, troisième et quatrième participent aux barrages. Si une de ces équipes remporte cette compétition prenant la forme d'une coupe en matches aller-retour, elle accède à la division supérieure.
La quatrième équipe participante est l'équipe ayant terminé à l'avant-dernière place de la division supérieure. Si cette équipe remporte la compétition, elle se maintient dans sa division. Dans le cas contraire, elle est reléguée.

#### Quarts de finale
| 9 mai 2017 | Greenock Morton | 1 – 2 | Dundee United            |                                                |                                                |
|            | O'Ware 7e       |       | Murray 51e · Spittal 65e | Spectateurs : 3 306 Arbitrage : William Collum | Spectateurs : 3 306 Arbitrage : William Collum |
|            | BBC             |       |                          | Spectateurs : 3 306 Arbitrage : William Collum | Spectateurs : 3 306 Arbitrage : William Collum |

| 12 mai 2017 | Dundee United                        | 3 – 0 | Greenock Morton |                                               |                                               |
|             | Murray 52e · Kuaté 64e · Spittal 81e |       |                 | Spectateurs : 6 606 Arbitrage : Andrew Dallas | Spectateurs : 6 606 Arbitrage : Andrew Dallas |
|             | BBC                                  |       |                 | Spectateurs : 6 606 Arbitrage : Andrew Dallas | Spectateurs : 6 606 Arbitrage : Andrew Dallas |

Score cumulé : Dundee United - Greenock Morton : 5 - 1

#### Demi-finale
| 16 mai 2017 | Dundee United            | 2 – 2 | Falkirk                 |                                              |                                              |
|             | Murray 16e · Spittal 53e |       | Craigen 27e · McKee 59e | Spectateurs : 7 034 Arbitrage : Bobby Madden | Spectateurs : 7 034 Arbitrage : Bobby Madden |
|             | BBC                      |       |                         | Spectateurs : 7 034 Arbitrage : Bobby Madden | Spectateurs : 7 034 Arbitrage : Bobby Madden |

| 19 mai 2017 | Falkirk     | 1 – 2 | Dundee United          |                                              |                                              |
|             | Craigen 11e |       | Murray 76e · Dixon 87e | Spectateurs : 7 926 Arbitrage : Kevin Clancy | Spectateurs : 7 926 Arbitrage : Kevin Clancy |
|             | BBC         |       |                        | Spectateurs : 7 926 Arbitrage : Kevin Clancy | Spectateurs : 7 926 Arbitrage : Kevin Clancy |

Score cumulé : Dundee United - Falkirk : 4 - 3

#### Finale
| 25 mai 2017 | Dundee United | 0 – 0 | Hamilton Academical |                                               |
|             |               |       |                     | Spectateurs : 9 386 Arbitrage : Steven McLean |
|             | BBC           |       |                     |                                               |

| 28 mai 2017 | Hamilton Academical | 1 – 0 | Dundee United |                                               |                                               |
|             | Docherty 64e        |       |               | Spectateurs : 5 027 Arbitrage : Craig Thomson | Spectateurs : 5 027 Arbitrage : Craig Thomson |
|             | BBC                 |       |               | Spectateurs : 5 027 Arbitrage : Craig Thomson | Spectateurs : 5 027 Arbitrage : Craig Thomson |

Score cumulé : Hamilton Academical - Dundee United : 1 - 0

## Statistiques

### Classement des buteurs
| Rang | Joueur         | Club                    | Buts |
| ---- | -------------- | ----------------------- | ---- |
| 1    | Stephen Dobbie | Queen of the South      | 19   |
| 1    | Jason Cummings | Hibernian               | 19   |
| 3    | Nicky Clark    | Dunfermline Athletic    | 15   |
| 4    | Tony Andreu    | Dundee United           | 13   |
| 5    | Robert Thomson | Dumbarton               | 11   |
| 6    | Simon Murray   | Dundee United           | 10   |
| 6    | Derek Lyle     | Queen of the South      | 10   |
| 6    | Craig Sibbald  | Falkirk                 | 10   |
| 9    | Ross Forbes    | Greenock Morton         | 9    |
| 9    | Lee Miller     | Falkirk                 | 9    |
| 9    | Ryan Hardie    | Raith Rovers, St Mirren | 9    |

### Récompenses individuelles
| Mois      | Entraîneur du mois | Entraîneur du mois | Joueur du mois | Joueur du mois  |
| Mois      | Entraîneur         | Club               | Joueur         | Club            |
| --------- | ------------------ | ------------------ | -------------- | --------------- |
| Août      | Neil Lennon        | Hibernian          | Jason Cummings | Hibernian       |
| Septembre | Peter Houston      | Falkirk            | Cammy Bell     | Dundee United   |
| Octobre   | Jim Duffy          | Greenock Morton    | Thomas O'Ware  | Greenock Morton |
| Novembre  | Ray McKinnon       | Dundee United      | John McGinn    | Hibernian       |
| Décembre  | Stephen Aitken     | Dumbarton          | Mark Docherty  | Dumbarton       |
| Janvier   | Neil Lennon        | Hibernian          | Ross Forbes    | Greenock Morton |
| Février   | Peter Houston      | Falkirk            | Jason Cummings | Hibernian       |
| Mars      | Jack Ross          | St Mirren          | Efe Ambrose    | Hibernian       |
| Avril     | Jack Ross          | St Mirren          | Stevie Mallan  | St Mirren       |